# Kawice
Kawice (niem. Koitz) – wieś w Polsce położona w województwie dolnośląskim, w powiecie legnickim, w gminie Prochowice.
Przez miejscowość przebiega droga krajowa nr 94.

## Podział administracyjny
W latach 1954–1959 wieś należała i była siedzibą władz gromady Kawice, po jej zniesieniu w gromadzie Prochowice. W latach 1975–1998 miejscowość administracyjnie należała do województwa legnickiego.

## Nazwa
Nazwa wywodzi się prawdopodobnie od polskiego określenia "kawałek" oznaczającej część większej całości. Heinrich Adamy w swoim dziele o nazwach miejscowych na Śląsku wydanym w 1888 roku we Wrocławiu jako najstarszą nazwę miejscowości wymienia Kawicz podając jej znaczenie "Bruchland" czyli "Ułamek, część, kawałek ziemi".
W dokumencie z 1217 roku wydanym przez biskupa wrocławskiego Lorenza miejscowość wymieniona jest w zlatynizowanej, staropolskiej formie „Kavici”.

## Zabytki
Do wojewódzkiego rejestru zabytków wpisany jest:
- kościół filialny pw. św. Wojciecha, z XV w., przebudowany w XIX w. Orientowany, na planie krzyża, murowany, nakryty dachami dwuspadowymi[7].